# Те-Ре
Тип 100 Те-Ре — машина артиллерийского наблюдения японской армии, использовавшаяся для обнаружения целей и разведки для самоходной и стационарной артиллерии. Машина была создана на базе танкетки Тип 97 Те-Ке, производство началось в 1940 году.  Тип 100 Те-Ре могла перевозить экипаж из шести-восьми человек, в основным же машина предназначалась для перевозки средств наблюдения и радиооборудования. Всего было произведено от 100 до 150 единиц. Они в основном использовались в войне против Китая.

## Применение
Задний отсек был местом, где располагались наблюдатели и радист. Вместо того, чтобы использоваться для хранения грузов или перевозки войск, данное отделение было оснащено большой радиостанцией, оборудованием для наблюдения и катушкой кабеля. Используя это оборудование, наблюдатели находили цели и передавали их координаты на позиции артиллерии. Экипаж наблюдал так же за артиллерийским огнём и при необходимости корректировали огонь по целям. 

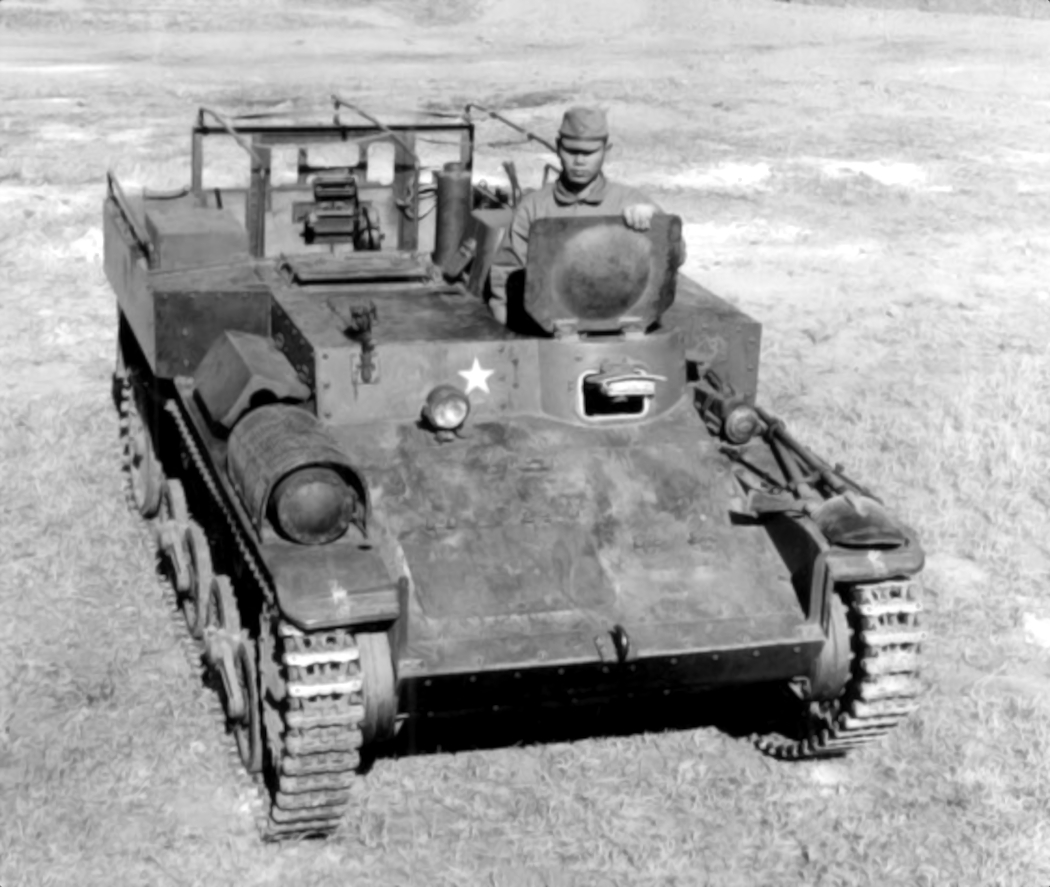